# Eupatorus birmanicus
Eupatorus birmanicus is een keversoort uit de familie van de Scarabaeidae. De wetenschappelijke naam van de soort is voor het eerst geldig gepubliceerd in 1908 door Arrow.